# Charles Murray (acteur)
Pour les articles homonymes, voir Charles Murray et Murray.
Charles Murray est un acteur et réalisateur américain, principalement du cinéma muet, né le 22 juin 1872 à Laurel, dans l'Indiana, et mort le 29 juillet 1941 à Hollywood en Californie.

## Filmographie

### Biograph Company

#### Sous la direction de Dell Henderson
Sauf indication contraire, tous les films sont de Dell Henderson : 
- 1912 Through Dumb Luck (CM) : Among Bystanders (non confirmé)
- 1912 Mr. Grouch at the Seashore (CM) : An Old Friend of the Grouches
- 1912 Getting Rid of Trouble (CM) : The Cook
- 1912 Love's Messenger (CM) : The Husband
- 1912 A Mixed Affair (CM) : The Policeman
- 1912 A Disappointed Mama (CM) : The Traveling Salesman
- 1912 The Line at Hogan's (CM) : Hogan
- 1912 A Ten-Karat Hero (CM) : The Town Bully
- 1912 Like the Cat, They Came Back (CM) : The Police Commissioner
- 1912 A Limited Divorce (CM) : Mr. Peck
- 1912 At the Basket Picnic (CM) : The Pastor
- 1912 A Real Estate Deal (CM) : Fisherman Client
- 1912 The Club-Man and the Crook (CM) : Mr. Billings
- 1912 His Auto's Maiden Trip (CM) : A Tramp
- 1912 Their Idols (CM) : Schmaltz
- 1912 Hoist on His Own Petard (CM) : Henrico
- 1912 An Absent-Minded Burglar (CM) : First Crook
- 1913 Look Not Upon the Wine (CM) : Mr. Tucker, League President
- 1913 Tightwad's Predicament (CM) : Tightwad
- 1913 The Power of the Camera (CM) : First Convict
- 1913 A Delivery Package (CM) : The Rival
- 1913 The Old Gray Mare (CM) : Zeke
- 1913 All Hail to the King (CM) : The Tramp
- 1913 Their One Good Suit (CM) : Harry
- 1913 Edwin Masquerades (CM) : Edwin, a Prisoner
- 1913 An 'Uncle Tom's Cabin' Troupe (CM) : Member of the Troupe
- 1913 He Had a Guess Coming (CM) : Uncle Bill
- 1913 A Horse on Bill (CM) : Town Band Member
- 1913 A Ragtime Romance (CM) : The Groom
- 1913 The Daylight Burglar (CM) : The Burglar
- 1913 Frappe Love (CM) : Bessie's Suitor
- 1913 The King and the Copper (CM) : Jonah, the Substitute King
- 1913 A Rainy Day (CM) : At Club
- 1913 Cinderella and the Boob (CM) : First Cruel Step-Sister
- 1913 Highbrow Love (CM) : Samuel Johnson
- 1913 Slippery Slim Repents (CM) : Bashful Belinda's Suitor
- 1913 Just Kids (CM) : The Professor
- 1913 Red Hicks Defies the World (CM) : Red Hicks
- 1913 Jenks Becomes a Desperate Character (CM) : Chief of Police
- 1913 The Rise and Fall of McDoo (CM) : Knock-Out McDoo
- 1913 Almost a Wild Man (CM) :
- 1913 The Mothering Heart de D.W. Griffith (CM) : Male Apache Dancer
- 1913 Master Jefferson Green (CM) : Jefferson Green
- 1913 Faust and the Lily (CM) : Margharita, the Lily
- 1913 An Old Maid's Deception (CM) : Sam
- 1913 The Reformers; or, The Lost Art of Minding One's Business de D.W. Griffith (CM) : Among Musicians/Farmer In Theatre Audience
- 1913 The Noisy Suitors (CM) : The Musician
- 1913 A Sea Dog's Love (CM) : In Bar
- 1913 The Suffragette Minstrels (CM) : In Audience
- 1913 Father's Chicken Dinner (CM) : First Policeman
- 1913 Objections Overruled (CM) : The Young Woman's Father
- 1913 Edwin's Badge of Honor (CM) : Edwin
- 1913 The Lady in Black (CM) : The Villain
- 1913 Baby Indisposed (CM) : Papa

#### Sous la direction de Edward Dillon
Sauf indication contraire, tous les films sont de Edward Dillon : 
- 1913 His Hoodoo (CM) : The Floorwalker
- 1913 For the Son of the House de Dell Henderson (CM) : In Gambling Hall
- 1913 The End of the World (CM) : First Tramp
- 1913 With the Aid of Phrenology (CM) : The Husband
- 1913 Dyed But Not Dead (CM) : The Tramp
- 1913 Scenting a Terrible Crime (CM) : The Policeman
- 1913 Never Known to Smile (CM) : O'Brien
- 1913 McGann and His Octette (CM) : Dan McGann
- 1913 The Winning Punch (CM) : Deacon Hicks
- 1913 A Fallen Hero (CM) : Arnold, the Judge
- 1913 An Evening with Wilder Spender (CM) : Dottie Drewdrop's Uncle
- 1913 Boarders and Bombs (CM) : Member of 'The Hamfats'
- 1913 A Barber Cure (CM) : The Count
- 1913 In the Hands of the Black Hands (CM) :
- 1913 Mixed Nuts (CM) : Hamlet / Romeo
- 1913 He's a Lawyer (CM) : U.R. Dunn, Lawyer
- 1913 The Somnambulists (CM) : Mr. Hennessy
- 1913 How the Day Was Saved (CM) : Police Inspector
- 1913 Binks' Vacation (CM) : Mr. Binks
- 1913 Oh, Sammy! (CM) :
- 1914 Skelley's Skeleton (CM) : Skelley
- 1914 She's a Cook (réalisateur inconnu) (CM) :
- 1914 How They Struck Oil de Dell Henderson (CM) : A Farmer
- 1914 Skelley Buys a Hotel (CM) : Skelley
- 1914 One Thousand to One Shot (réalisateur inconnu) (CM) :
- 1914 Skelley and the Turkey (CM) : Skelley
- 1914 Because of a Hat (CM) :
- 1914 Skelley's Birthday (CM) : Skelley

### The Keystone Film Company
- 1914 The Passing of Izzy de George Nichols (CM) : Izzy
- 1914 A Bath House Beauty (en) de Roscoe Arbuckle (CM) : (comme Charlie Murray)
- 1914 Finnegan's Bomb de George Nichols (CM) :
- 1914 When Reuben Fooled the Bandits de George Nichols (CM) :
- 1914 A Fatal Flirtation de George Nichols (CM) :
- 1914 Le Flirt de Mabel (Her Friend The Bandit) de Mabel Normand et Charles Chaplin (CM) : le Conte de Beans
- 1914 A Gambling Rube de Dell Henderson (CM) :
- 1914 A Missing Bride (CM) :
- 1914 Charlot et le Mannequin (Mabel's Married Life) (CM) : l'homme au bar
- 1914 Love and Bullets de Roscoe Arbuckle (CM) :
- 1914 The Great Toe Mystery de Charles Avery (CM) :
- 1914 Soldiers of Misfortune de Dell Henderson (CM) :
- 1914 Such a Cook de Charley Chase (CM) :
- 1914 Charlot grande coquette (The Masquerader) de Charles Chaplin (CM) : le réalisateur
- 1914 Charlot garde-malade (His New Profession) de Charles Chaplin (CM) : un ivrogne (non crédité)
- 1914 He Loves the Ladies de Mack Sennett (CM) :
- 1914 Killing Horace de Roscoe Arbuckle (CM) :
- 1914 Fatty Again (en) de Roscoe Arbuckle (CM) :
- 1914 The Angels de Charley Chase (CM) :
- 1914 Stout Hearts But Weak Knees de Mack Sennett (CM) :
- 1914 Cursed by His Beauty de Dell Henderson (CM) : The Iceman
- 1914 His Talented Wife de Mack Sennett (CM) :
- 1914 Le Roman comique de Charlot et Lolotte (Tillie's Punctured Romance) de Mack Sennett : le détective dans le film projeté (non crédité)
- 1914 The Noise of Bombs de Mack Sennett (CM) :
- 1914 His Halted Career de Walter Wright (CM) :
- 1914 Monsieur Petitpont plombier (The Plumber) de Dell Henderson (CM) :
- 1914 Hogan's Annual Spree de Charles Avery (CM) : Hogan
- 1914 Their Fatal Bumping de Charley Chase (CM) :
- 1914 His Second Childhood de Charles Avery (CM) :
- 1915 Hogan's Wild Oats de Charles Avery (CM) : Hogan
- 1915 Only a Farmer's Daughter de F. Richard Jones (CM) :
- 1915 Rum and Wall Paper de Charles Avery (CM) :
- 1915 Hogan's Mussy Job de Charles Avery (CM) : Hogan
- 1915 Hogan, the Porter de Charles Avery (CM) : Hogan
- 1915 Caught in a Park de Frank Griffin (CM) :
- 1915 Hogan's Romance Upset (en) de Charles Avery (CM) : Hogan
- 1915 Hogan's Aristocratic Dream de Charles Avery (CM) : Hogan
- 1915 Hogan Out West de Charles Avery (CM) : Hogan
- 1915 From Patches to Plenty de Walter Wright (CM) :
- 1915 Caught in the Act de Frank Griffin (CM) :
- 1915 A One Night Stand (CM) :
- 1915 The Beauty Bunglers de Charles Avery (CM) :
- 1915 : Their Social Splash d'Arvid E. Gillstrom et F. Richard Jones (CM) : Hogan
- 1915 Those College Girls de Mack Sennett (CM) : The Janitor
- 1915 Merely a Married Man de Charles Avery (CM) :
- 1915 A Game Old Knight de F. Richard Jones (CM) :
- 1915 Her Painted Hero de F. Richard Jones (CM) : A Property Man
- 1915 The Great Vacuum Robbery de Clarence G. Badger et Harry Williams (CM) :
- 1915 Fatty au théâtre (Fatty and the Broadway Stars) (CM) :
- 1916 The Feathered Nest de Frank Griffin (CM) :
- 1916 A Movie Star de Fred Hibbard (CM) :
- 1916 Fido's Fate de Frank Griffin (CM) :
- 1916 His Hereafter de F. Richard Jones (CM) :
- 1916 His Auto Ruination de Fred Hibbard (CM) :
- 1916 The Judge  de F. Richard Jones (CM) :
- 1916 A Love Riot de F. Richard Jones (CM) :
- 1916 A Bath House Blunder de Dell Henderson (CM) :
- 1916 Her Marble Heart de F. Richard Jones (CM) :
- 1916 Pills of Peril de F. Richard Jones (CM) :
- 1916 Maid Mad de Frank Griffin (CM) :
- 1916 Bombs! de Frank Griffin (CM) : Campaign Manager
- 1917 Maggie's First False Step de Frank Griffin et Mack Sennett (CM) :
- 1917 Her Fame and Shame de Frank Griffin (CM) :
- 1917 The Betrayal of Maggie de Frank Griffin (CM)
- 1917 His Precious Life de Herman C. Raymaker (CM)

### Mack Sennett Comedies
- 1917 : Erreur de chambre (A Bedroom Blunder) de Edward F. Cline et Hampton Del Ruth : Julius O'Brien
- 1917 That Night de Edward F. Cline et Hampton Del Ruth (CM) : A Cafe Entertainer
- 1918 Watch Your Neighbor de Hampton Del Ruth et Victor Heerman (CM) : An Undertaker
- 1918 Friend Husband (it) de Walter Wright (CM) : A Bachelor
- 1918 Love Loops the Loop (it) de Hampton Del Ruth et Walter Wright (CM)
- 1918 Her Blighted Love de Hampton Del Ruth et Walter Wright (CM)
- 1918 His Wife's Friend (it) de Walter Wright (CM)
- 1918 Whose Little Wife Are You? de Edward F. Cline (CM)
- 1918 Hide and Seek, Detectives de Edward F. Cline (CM)
- 1919 Never Too Old de F. Richard Jones (CM)
- 1919 Yankee Doodle in Berlin de F. Richard Jones : An Irish Soldier
- 1919 Puppy Love de Roy William Neill : Shamus O'Connell
- 1919 Reilly's Wash Day de F. Richard Jones (CM) : Reilly
- 1919 When Love Is Blind de Edward F. Cline (CM)
- 1919 Trying to Get Along de F. Richard Jones (CM)
- 1919 The Dentist de F. Richard Jones (CM)
- 1919 Uncle Tom Without a Cabin de Edward F. Cline et Ray Hunt (CM)
- 1919 Up in Alf's Place de F. Richard Jones (CM)
- 1919 Salome vs. Shenandoah de Ray Grey, Ray Hunt et Erle C. Kenton (CM)
- 1919 La Petite Dame d'à côté (The Speakeasy) de F. Richard Jones (CM)
- 1920 Ten Dollars or Ten Days (CM)
- 1920 Gee Whiz de F. Richard Jones (CM)
- 1920 By Golly! de Charles Murray (CM)
- 1920 Married Life d'Erle C. Kenton : Arts Patron
- 1920 Great Scott! de Charles Murray (CM) :
- 1920 Don't Weaken! (CM) de Malcolm St. Clair : The father
- 1920 His Youthful Fancy d'Erle C. Kenton (CM)
- 1920 Movie Fans d'Erle C. Kenton (CM)
- 1920 Love, Honor and Behave! de F. Richard Jones et Erle C. Kenton : son Honneur le juge Fawcett
- 1921 : L'Idole du village (A Small Town Idol) de Erle C. Kenton et Mack Sennett : le shérif Sparks
- 1921 The Unhappy Finish de James D. Davis (CM) :
- 1921 Home Talent de Mack Sennett et James E. Abbe : The Landlord
- 1921 Hard Knocks and Love Taps de Roy Del Ruth (CM) :
- 1922 Fiancé malgré lui (The Crossroads of New York) de F. Richard Jones : le juge

### Divers
- 1922 : Faint Hearts de Gregory La Cava (CM)
- 1922 : A Social Error de Gregory La Cava (CM)
- 1923 : The Four Orphans de Gregory La Cava (CM) : Hamlet Booth
- 1923 : The Fatal Photo de Richard Thorpe (CM)
- 1923 : The Busybody de Gregory La Cava (CM)
- 1923 : Luck : The Plumber
- 1923 : The Pill Pounder de Gregory La Cava (CM)
- 1923 : So This Is Hamlet? de Gregory La Cava (CM)
- 1923 : Helpful Hogan (CM) : de Gregory La Cava
- 1923 : Wild and Wicked (CM) de Gregory La Cava
- 1923 : Bright Lights of Broadway de Webster Campbell : El Jumbo
- 1923 : The Fiddling Fool de Gregory La Cava (CM)
- 1924 : Painted People : Tom Byrne
- 1924 : Lilies of the Field : Charles Lee
- 1924 : Scarem Much (CM) : Extra (non crédité)
- 1924 : Fools' Highway : Mamie's Father
- 1924 : The Hollywood Kid (CM) :
- 1924 : Flickering Youth (CM) :
- 1924 : Une biche et quarante chevaux (The Girl in the Limousine), de Larry Semon et Noel M. Smith : le majordome
- 1924 : The Fire Patrol : Fireman
- 1924 : Empty Hearts d'Alfred Santell : Joe Delane
- 1924 : The Mine with the Iron Door : Bob Hill
- 1924 : Sundown : Pat Meech
- 1925 : Who Cares : Greaves
- 1925 : Percy : Holy Joe
- 1925 : Le sorcier d'Oz : Wizard of Oz
- 1925 : L'Heure du danger (My Son) d'Edwin Carewe : Capitaine Joe Barnby
- 1925 : White Fang : Judson Black
- 1925 : Fighting the Flames : Pawnbroker
- 1925 : Paint and Powder : Cabman
- 1925 : Classified : Old Man Comet
- 1925 : Why Women Love : Josiah Scott
- 1925 : Somewhere in Somewhere (CM)
- 1925 : Steel Preferred : Dicker
- 1926 : Mike : Father
- 1926 : The Reckless Lady de Howard Higgin : Gendarme
- 1926 : Irene d'Alfred E. Green : Pa O'Dare
- 1926 : The Cohens and Kellys de Harry A. Pollard : Patrick Kelly
- 1926 : Her Second Chance : Bell
- 1926 : Le Balourd (The Boob) de William A. Wellman : Cactus Jim
- 1926 : Sweet Daddies : Patrick O'Brien (comme Charlie Murray)
- 1926 : Mismates : Black
- 1926 : Les Surprises du métro (Subway Sadie) d'Alfred Santell : cheuffeur de taxi
- 1926 : Paradise : Lord Lumley
- 1926 : The Silent Lover O'Reilly
- 1927 : The Masked Woman : André O'Donohue
- 1927 : McFadden's Flats de Richard Wallace : Dan McFadden
- 1927 : Lost at the Front Patrick Muldoon
- 1927 : The Poor Nut : Doc Murphy
- 1927 : The Life of Riley (en) de William Beaudine : Timothy Riley
- 1927 : The Gorilla d'Alfred Santell	: Garrity
- 1927 : Love in a Police Station (CM)
- 1928 : The Cohens and the Kellys in Paris : Kelly
- 1928 : Pioneer Scout
- 1928 : Flying Romeos de Mervyn LeRoy : Cohan
- 1928 : Vamping Venus d'Edward F. Cline : Michael Cassidy/ le Roi Cassidy d'Irlande
- 1928 : The Head Man d'Edward F. Cline : Watts
- 1928 : Do Your Duty : Tim Maloney
- 1930 : The Duke of Dublin de William Watson (CM) :
- 1930 : The Cohens and the Kellys in Scotland de William James Craft : Kelly
- 1930 : Clancy in Wall Street de Ted Wilde : Michael Clancy
- 1930 : His Honor the Mayor de William Watson (CM)
- 1930 : La Féerie du jazz (King of Jazz) de John Murray Anderson : Comic Specialty (scènes coupées)
- 1930 : Around the Corner (en) de Bert Glennon : O'Grady
- 1930 : Rolling Along d'Albert Ray (CM) : (comme Charlie Murray)
- 1930 : Go to Blazes de Harry Edwards (CM)
- 1930 : Discontented Cowboys d'Albert Ray (CM)
- 1930 : The Love Punch de Nat Ross (CM)
- 1930 : The Cohens and the Kellys in Africa de Vin Moore : Kelly
- 1931 : In Old Mazuma de Nat Ross (CM)
- 1931 : Caught Cheating de Frank R. Strayer : T. McGillicuddy Hungerford
- 1931 : Hot and Bothered de Charles Lamont (CM) :
- 1931 : All Excited de Charles Lamont (CM) :
- 1931 : Les Bijoux volés (The Slippery Pearls) de William C. McGann (CM) : Kelly
- 1931 : Divorce à la Carte de Charles Lamont (CM) :
- 1931 : Stay Out de Albert H. Kelley (CM) :
- 1931 : Models and Wives de Charles Lamont (CM)
- 1932 : The Cohens and Kellys in Hollywood (en) de John Francis Dillon : Michael Kelly
- 1932 : Courting Trouble de Leslie Pearce (CM) : Charlie Murphy
- 1932 : Hypnotized de Mack Sennett : Charlie O'Brien
- 1933 : Cohen et Kelly bootleggers de George Stevens : Captain Patrick Kelly
- 1934 : Ten Baby Fingers de Jules White (CM) :
- 1934 : Radio Dough de Al Boasberg (CM) :
- 1934 : Stable Mates de Jules White (CM) :
- 1934 : Fishing for Trouble Sam White (CM) :
- 1934 : Plumbing for Gold de Charles Lamont (CM) :
- 1934 : Back to the Soil de Jules White (CM) :
- 1935 : His Old Flame James W. Horne (CM) :
- 1935 : Lucky Beginners de Gordon Douglas (CM) :
- 1936 : Dangerous Waters de Lambert Hillyer : McDuffy
- 1937 : Circus Girl de John H. Auer : Slippery
- 1937 : County Fair de Howard Bretherton : le shérif
- 1938 : Sérénade sur la glace (Breaking the Ice) de Edward F. Cline : Janitor